# 菌髓
菌髓（拉丁語：Trama）是擔子菌門真菌的子實體（擔子果）中，菌傘與菌褶中心的肉質部分。菌褶的菌髓外側為子實下層與可產生擔孢子的子實層，而某些種類菌傘的菌隨外側有菌蓋皮覆蓋。菌隨的拉丁文來自拉丁文的緯紗，即紡紗時橫向的紗線，緯紗在英文中又被稱為，取其填入布料、將其組織起來之意，而菌髓由菌絲交織而成，作為菌傘中的填充物，與紡紗時的緯紗功能相似，且緯紗承受的張力沒有經紗強，一般質地較經紗柔軟，而菌髓也多是柔軟、鬆散的組織。